# Bergwiesengesellschaften bei Hohegeiß
Die Bergwiesengesellschaften bei Hohegeiß sind ein ehemaliges Naturschutzgebiet in der niedersächsischen Stadt Braunlage im Landkreis Goslar.

## Allgemeines
Das ehemalige Naturschutzgebiet mit dem Kennzeichen NSG BR 055 ist rund 18 Hektar groß. Es ist größtenteils Bestandteil des FFH-Gebietes „Bergwiesen und Wolfsbachtal bei Hohegeiß“. Das Gebiet stand ab dem 2. Juni 1983 unter Naturschutz. Im November 2018 ging es im neu ausgewiesenen und etwa 238 Hektar großen Landschaftsschutzgebiet „Bergwiesen und Wolfsbachtal bei Hohegeiß“ auf. Zuständige untere Naturschutzbehörde war der Landkreis Goslar.

## Beschreibung
Das ehemalige Naturschutzgebiet besteht aus drei Teilflächen, die innerhalb des Naturparkes Harz liegen. Zwei der Teilflächen liegen nördlich von Hohegeiß an der Bundesstraße 4 und eines südlich von Hohegeiß auf dem Lampertsberg. Das ehemalige Naturschutzgebiet stellte einen Ausschnitt der Bergwiesen um Hohegeiß unter Schutz, die durch artenreiche Goldhaferwiesen und Borstgrasrasen geprägt sind. In den nördlich von Hohegeiß liegenden Teilflächen sind auch Nasswiesen und Sümpfe entlang eines Bachlaufes zu finden.
Das ehemalige Naturschutzgebiet ist insbesondere für Insekten wie Schmetterlinge, Hummeln, Heuschrecken und Laufkäfer, aber auch für zahlreiche andere gefährdete Pflanzen- und Tierarten, ein wichtiger Lebensraum.